# Hermann Eichhorst

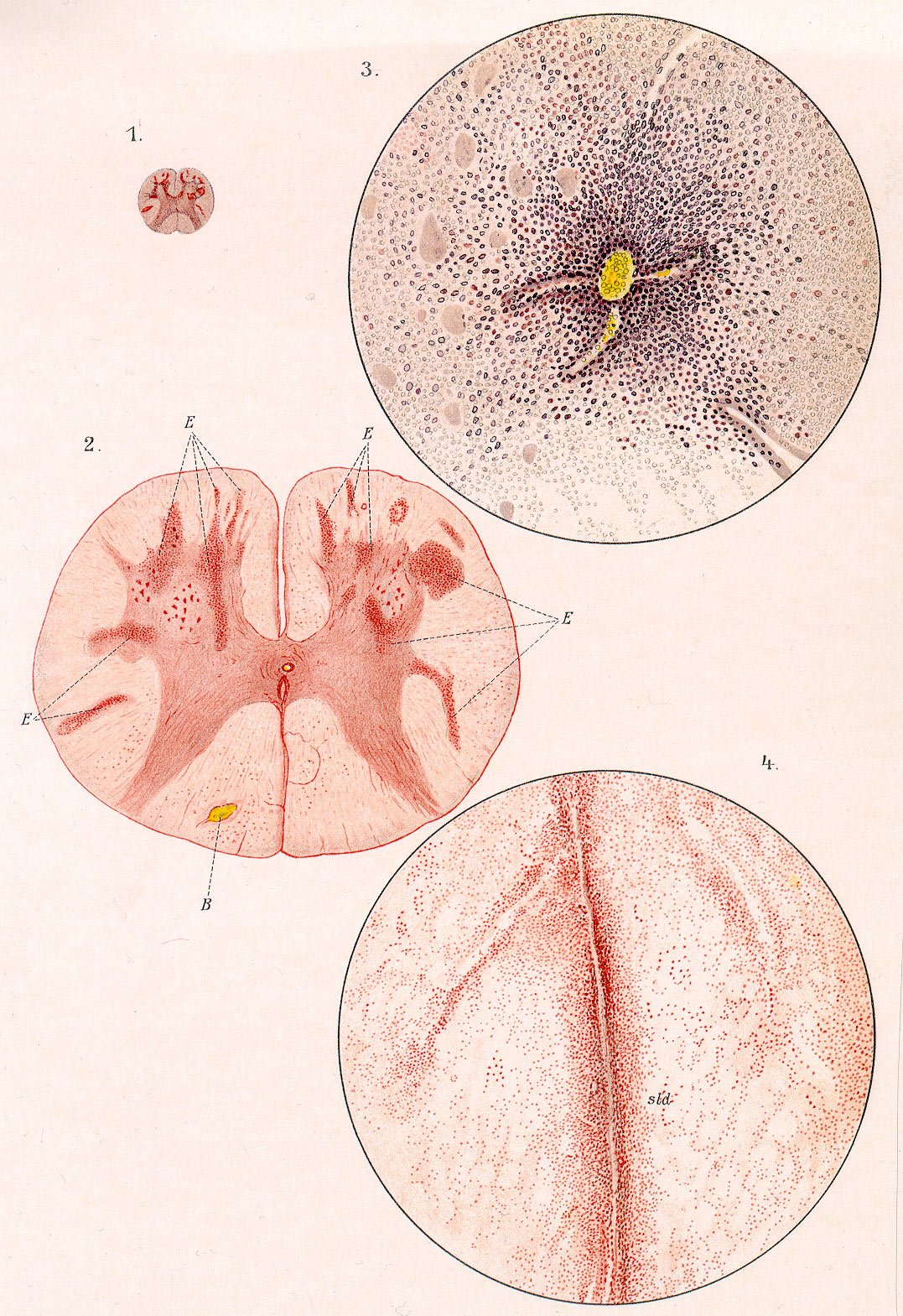
Ilustracja z pracy Eichhorsta z 1913 przedstawiająca zmiany w rdzeniu kręgowym w przebiegu ospy prawdziwej

Hermann Ludwig Eichhorst (ur. 3 marca 1849 w Królewcu, zm. 26 lipca 1921 w Zurychu) – niemiecko-szwajcarski lekarz, patolog.

## Życiorys
Studiował medycynę na Uniwersytecie Albertyna w Królewcu i Uniwersytecie Fryderyka Wilhelma w Berlinie. Był asystentem Leydena, Naunyna i Frerichsa. W 1884 został dyrektorem kliniki w Zurychu.

## Dorobek naukowy
W 1878 przedstawił jeden z pierwszych opisów niedokrwistości złośliwej. Poikilocytycznie zmienione erytrocyty w przebiegu tej choroby były określane historycznie jako ciałka Eichhorsta. W 1896 i 1913 opublikował pierwsze opisy dziecięcej i rodzinnej postaci stwardnienia rozsianego. Opisał też chorobę, określaną jako zapalenie nerwów Eichhorsta.

## Wybrane prace
- Die progressive perniciöse Anämie. Leipzig, Veit und Comp, 1878
- Die trophischen Beziehungen der Nervi vagi zum Herzmuskel. Berlin, A. Hirschwald, 1879
- Handbuch der speciellen Pathologie und Therapie. Wien-Leipzig, 1883-1884
- Handbuch der speciellen Pathologie und Therapie für praktische Ärzte und Studirende. Zweiter Band: Krankheiten des Verdauungs-, Harn- und Geschlechts-Apparates. Mit 126 Holzschnitten. 3. Aufl., Wien und Leipzig 1887.
- Lehrbuch der physikalischen Untersuchungsmethoden innerer Krankheiten. Berlin, 1889
- Lehrbuch der practischen Medizin innerer Krankheiten. Wien, 1899
- Hygiene des Herzens im gesunden und kranken Zustande. Stuttgart, 1904